# Bandera d'Amposta
La bandera oficial d'Amposta té la descripció següent:
Bandera apaïsada, de proporcions dos d'alt per tres de llarg, vermella, amb un pal groc carregat de quatre pals vermells de gruix 3/11 de la llargària del drap a l'asta, i amb una creu de Malta blanca d'alçària i amplària 5/11 de l'alçària del drap, posada equidistant de les vores superior i inferior i a 7/33 de la del vol.
La bandera va ser aprovada pel consistori municipal el 26 de març de 2007. La seva simbologia evoca el domini hospitaler sobre la vila durant els segles xii i xiii.

## Bandera anterior
Anteriorment s'havia fet servir una bandera apaïsada de proporcions dos d'alt per tres de llarg,de disseny extemporani unicolor blanca amb una creu patent vermella que no representava amb exactitud la creu de l'Hospital.

Bandera antiga no oficial d'Amposta